# Alfons Schepers

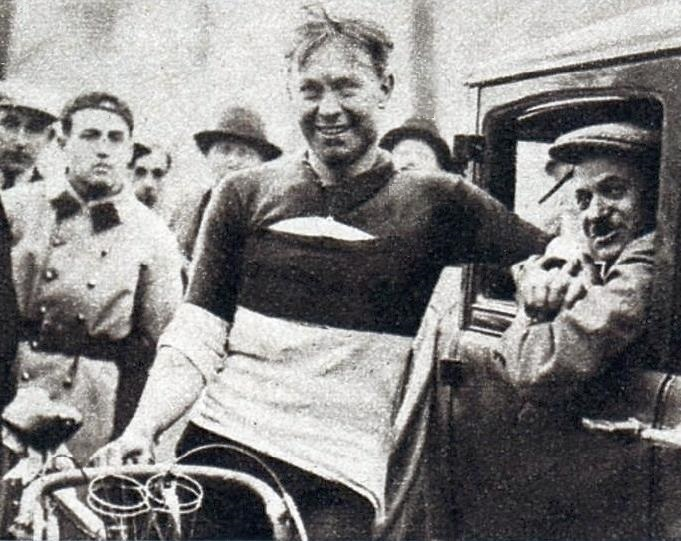
Alphons Schepers, premier vainqueur de Paris-Nice, en mars 1933.

Alfons Schepers (né le 27 août 1907 à Neerlinter, mort le 1er décembre 1984 à Tirlemont) est un coureur cycliste belge.

## Palmarès
- 1929
  - Liège-Bastogne-Liège
  - Circuit Provincial Liégeois
  - Grand Prix de Thisnes
  - 3e étape du Tour de Belgique indépendants
- 1930
  - Tour des Flandres des indépendants
  - 3e du Circuit de Belgique
- 1931
  -  Champion de Belgique sur route
  -  Champion de Belgique du contre-la-montre des clubs
  - Liège-Bastogne-Liège
  - 2e du Championnat de Belgique de cyclo-cross
  - 7e de Paris-Roubaix
  - 8e du Tour des Flandres
- 1932
  - Paris-Belfort
  - Circuit du Morbihan
  - 3e de Bordeaux-Paris
  - 5e de Paris-Roubaix
- 1933
  - Paris-Nice :
    - Classement général
    - 1re étape

  - Tour des Flandres
  - 3e étape du Tour de France
  - 2e étape de Paris-Saint-Étienne
  - 2e de Paris-Rennes
  - 5e du championnat du monde sur route
- 1934
  - Paris-Rennes
  - 2e du Tour des Flandres
  - 2e de Paris-Belfort
  - 6e de Paris-Roubaix
- 1935
  - Liège-Bastogne-Liège
  - 6e de Paris-Tours
- 1936
  - 11e, 12e et 17e étapes du Tour d'Espagne
  - 2e de Gand-Anvers
  - 7e du Tour d'Espagne
- 1937
  - Tour du Limbourg
  - 3e du Grand Prix de la ville de Vilvorde
  - 5e du Tour des Flandres

## Résultats sur les grands tours

### Tour de France
4 participations
- 1931 : 18e
- 1932 : abandon (15e étape)
- 1933 : 18e, vainqueur de la 3e étape
- 1934 : abandon (6e étape)

### Tour d'Espagne
1 participation
- 1936 : 7e, vainqueur des 11e, 12e et 17e étapes

### Tour d'Italie
1 participation
- 1937 : abandon (7e étape)